# Schleicher County (Texas)
Schleicher County er et county i den amerikanske delstat Texas med en befolkning på 2.935 ( 2000). Det administrative centrum er beliggende i byen Eldorado. Schleicher County er opkaldt efter Gustav Schleicher, en tysk immigrant, som blev landmåler og politikker.
Yearning for Zion Ranch, en større ranch tilhørende Fundamentalistiske Jesu Kristi Kirke af Sidste Dages Hellige, er beliggende i det nordlige del af Schleicher County i nærheden af Eldorado.

## Geografi
Schleicher County er på omkring 3.395 km², hvoraf omkring 3.395 km² er land og 1 km² er vand.

## Naboamter
- Tom Green County (nord)
- Menard County (øst)
- Sutton County (syd)
- Crockett County (vest)
- Irion County (nordvest)

## Demografi
Efter en optælling i 2000 var der i amtet 2.935 indbyggere, 1.115 husholdninger og 817 familier. Befolkningstætheden var 2 personer per kvadratmil. 76.59% var hvide, 1,53% afroamerikanere, 0,17% asiater, 0,07% indianere, 0,03% fra stillehavsøerne og 18,98% fra andre racer og 2,62% fra en eller flere racer. 43,54% var desuden hispanic eller latinoer.

## Fodnoter
1. ↑  Lyman Wight's Mormon Colony in Texas Arkiveret 5. juni 2011 hos  Wayback Machine excerpt from "Mormon Trails" chapter in Hill Country travel guide by Richard Zelade. (engelsk)